# Escolecofidis
Els escolecofidis (Scolecophidia) són un infraordre de serps. La seva mida va de 10-100 cm de llargada, però poden ser tan petites com de 2 mm. Totes són fossorials, és a dir, adaptats a l'excavació i a la vida subterrània.

## Famílies
Inclou una única superfamilia, Typhlopoidea, 5 familias y 415 especies.
- Anomalepididae Taylor, 1939 - 18 espècies. Amèrica del Sud i Central.

- Gerrhopilidae Vidal, Wynn, Donnellan & Hedges, 2010 - 18 espècies. Sud i sud-est d'Àsia.
- Leptotyphlopidae Stejneger, 1892 - 118 espècies. Amèrica, Àfrica i Àsia.
- Typhlopidae Merrem, 1820 - 260 especies. Zones tropicals d'Àfrica, Oceania, Àsia i Amèrica.
- Xenotyphlopidae Vidal, Vences, Branch & Hedges, 2010 - una espècie. Madagascar.